# 1998 en sociologie
| Années de la sociologie : 1995 - 1996 - 1997 - 1998 - 1999 - 2000 - 2001    |
| Décennies de la sociologie : 1960 - 1970 - 1980 - 1990 - 2000 - 2010 - 2020 |

Cet article présente les événements de l'année 1998 dans le domaine de la sociologie.

## Publications

### Livres
- Laurent Mucchielli, La découverte du social : naissance de la sociologie en France, 1870-1914

## Congrès
- XIVe congrès de l'Association internationale de sociologie à Montréal au Canada.